# Symphurus diabolicus
Symphurus diabolicus es una especie de pez de la familia Cynoglossidae en el orden de los Pleuronectiformes.

## Distribución geográfica
Se encuentran al sureste del Pacífico.